# Tim Lucas
Tim Lucas (Cincinnati, 30 maggio 1956) è un critico cinematografico, scrittore, editore, blogger e giornalista statunitense.
Scrive in particolare per la rivista Video Watchdog.

## Opere principali
- (EN)  Lucas Balbo, Peter Blumenstock, Christian Kessler, Tim Lucas, Obsession - The Films of Jess Franco, 1993.